# Relja Bašić
Relja Bašić (Zagreb, 14. veljače 1930. – Zagreb, 7. travnja 2017.) je bio hrvatski kazališni, filmski i televizijski glumac i redatelj.
U svojoj bogatoj umjetničkoj karijeri odigrao je više od 3700 kazališnih predstava, glumio u 56 domaćih filmova te brojnim inozemnim, osnovao je i trideset godina vodio putujuće kazalište Teatar u gostima, a u hrvatskoj kinematografiji ostat će zapamćen kao 'gospodin Fulir' iz legendarnog filma Kreše Golika “Tko pjeva zlo ne misli”.

## Životopis
Bašić je rođen u Zagrebu 14. veljače 1930. godine. Njegova majka Elly Bašić je bila poznata hrvatska glazbena pedagoginja i pijanistica. Bašić je židovskog podrijetla s majčine strane. Dobio je prezime po svome očuhu Mladenu Bašiću, hrvatskom dirigentu. Diplomirao glumu na ADU u klasi dr. Gavelle. Godine 1955., pri kraju studija, redatelj Bojan Stupica ga uključuje u dramski ansambl HNK u Zagrebu, gdje, ostvarivši niz uloga s istaknutim redateljima (Stupica, Radojević, Gavella, Paro, Habunek, Violić, Juvančić, Spaić) i odigravši 498 predstava ostaje u stalnom angažmanu do 1967. godine.
Godine 1968. Bašić prelazi u status samostalnog umjetnika te kao glumac i redatelj djeluje u Teatru ITD, Kazalištu Komedija, Zagrebačkom kazalištu mladih, kao i na Dubrovačkim ljetnim igrama. U tim kazalištima odigrao je 797 predstava i realizirao svojih prvih šest režija (Ljubaf, Crna komedija, Jedan dan u smrti Joe Egg, Stara vremena, Obećanja i Hotel Plaza).
Godine 1974. s grupom istaknutih glumaca svoje generacije osnovao je prvo hrvatsko putujuće privatno kazalište Teatar u gostima, u kojem kao umjetnički direktor, glumac i redatelj ostaje sve do njegovog prestanka djelovanja 2004. godine. Teatar u gostima je za vrijeme svog tridesetogodišnjeg života izveo 4213 predstava u 340 mjesta i gradova Hrvatske, Jugoslavije te u inozemstvu.
Na filmu Relja Bašić debitira već za vrijeme studija u antologijskom Koncertu Branka Belana (1954.), jednom od najvažnijih i najboljih ostvarenja jugoslavenskog filma. Time samo najavljuje još istaknutije uloge u filmovima koji su promijenili tijek hrvatske i jugoslavenske kinematografije, poput Ronda Zvonimira Berkovića, za koji osvaja i Zlatnu arenu u Puli 1966. godine. Njegova interpretacija muškarca čiji je brak utonuo u krizu obilježila je film koji je najavio potpuno nova razmišljanja u filmskom mediju, i van naših prostora.
Godine 1970. ulogom g. Fulira u Tko pjeva zlo ne misli Kreše Golika, Bašić postaje ikona urbanog hrvatskog folklora.
Njegova filmska karijera ima 56 domaćih i, služeći se njemačkim, francuskim, slovenskim, talijanskim te engleskim jezikom, 71 strani naslov, uključujući suradnje s nekim od najvećih imena europskog i svjetskog filma, kao što su Volker Schlöndorff, Peter Ustinov, Abel Gance, Robert Hossein, Lamont Johnson, James Cellan Jones, Alexandre Astruce, Mauro Bolognini, Wojtech Jasny, Luigi Magni, Wolfgang Becker i Giuliano Montaldo.
Umro je u Zagrebu, 7. travnja 2017. godine.

## Kazališne uloge

### Hrvatsko narodno kazalište u Zagrebu (1955. – 1967.)
- B. Shaw: "Sveta Ivana", r: Bojan Stupica (1955.)
- B. Brecht: "Kavkaski krug kredom", r: Bojan Stupica (1957.)
- O. Bihalji-Merim: "Nevidljiva kapija", r: Dino Radojević (1957.)
- B. Brecht: "Izuzetak i pravilo, pravilna linija", r: Georgij Paro (1958.)
- F. Dürrenmatt: "Posjet stare dame", r: Bojan Stupica (1959.)
- T. Brezovački: "Diogeneš", r: Branko Gavella (1959.)
- M. Krleža: "Aretej", r: Mirko Perković (1959.)
- B. Nušić: "Pokojnik", r: Davor Šošić (1960.)
- M. Matković: "Ahilova baština", r: Marijan Matković (1961.)
- I. Gundulić: "Dubravka", r: Tito Strozzi (1961.)
- B. Shaw: "Nikad se ne zna", r: Mirko Perković (1961.)
- M. Krleža: "Leda", r: Bojan Stupica (1962.)
- W. Shakespeare: "Troilo i Kresida", r: Vlado Habunek (1963.)
- A. Šenoa: "Ljubica", r: Božidar Violić (1964.)
- F. Hadžić: "Dijalog za žive", r: Davor Šošić (1964.)
- W. Shakespeare: "Mjera za mjeru", r: Kosta Spaić (1964.)
- Suhovo – Kobilin: "Svadba M.V. Krečinskog", r: Davor Šošić (1965.)
- E. Albee: "Tko je boji Virginije Woolf", r: Ivan Hetrich (1965.)
- C. Goldoni: "Veliki smiješni rat", r: Joško Juvančić (1966.)

- - Ukupno u HNK: 498 izvedbi

### Dubrovačke ljetne igre (1959. – 1979.)
- Euripid – M. Držić: "Hekuba", r: Branko Gavella (1959.)
- W. Shakespeare: "Hamlet", r: Marko Fotez (1959./63.)
- Nepoznati francuski autor: "Advokat Pathelin", r: Georgij Paro (1960.)
- I. Gundulić: "Dubravka", r: Branko Gavella i Georgij Paro (1961.)
- M. Krleža: "Aretej", r: Georgij Paro (1972./80.)
- M. Držić: "Dundo Maroje", r: Tomislav Radić (1979.)

- - Ukupno Dubrovačke ljetne igre: 104 izvedbe

### Teatar ITD (1964. – 1973.)
- M. Bulatović - Vib: "Budilnik", r: Nikola Petrović (1964.)
- M. Shisgall: "Ljubaf", r: Relja Bašić (1966.)
- P. Nichols: "Jedan dan u smrti Joe Egg", r: Relja Bašić (1972.)
- H. Pinter: "Stara vremena", r: Relja Bašić (1973.)

- - Ukupno ITD: 421 izvedba

### Kazalište Komedija (1970. – 1973.)
- P. Shaffer: "Crna komedija", r: Relja Bašić (1970.)
- N. Simon – B. Bacharack: "Obećanja, obećanja", r: Relja Bašić (1971.)
- N. Simon: "Hotel Plaza", r: Relja Bašić (1973.)

- - Ukupno u Komediji: 251 izvedba

### Zagrebačko kazalište mladih
- M. Krleža – G. Paro: "Zastave", r: Georgij Paro (1991.)

- - Ukupno: 32 izvedbe

### Teatar u gostima (1974. – 2004.)
- M. Kundera: "Ševa", r: Vanča Kljaković (1974.)
- R.N. Nash: "Trgovac kišom", r: J. Horan (1975.)
- I. Kušan: "Čaruga", r: Tomislav Radić (1976.)
- M. Shisgall: "Ljubaf", r: Relja Bašić (1976.)
- G. Feydeau: "Gospodin lovac", r: Boško Violić (1978.)
- I.P. Čehov: "Ujak Vanja", r: Vladimir Gerić (1978.)
- H. Pinter: "Prijevara", r: Georgij Paro (1979.)
- A. Rivemale: "Opasna stvar", r: Relja Bašić (1981.)
- I. Levin: "Klopka", r: Relja Bašić (1982.)
- D. Kovačević: "Balkanski špijun", r: Relja Bašić (1983.)
- P. Shaffer: "Crna komedija", r: Relja Bašić (1984.)
- J. Mortimer & B. Cooke: "Kad mačke odu", r: Relja Bašić (1986.)
- M. Frayn: "Kaos u kulisama", r: Relja Bašić (1989.)
- H. Gardner: "Nisam ja Rappaport", r: Relja Bašić (1991.)
- A.R. Gurney: "Ljubavna pisma", r: Relja Bašić (1994.)
- Y. Reza: "Art", r: Relja Bašić (1998.)

- - Ukupno Teatar u gostima: 2022 izvedbe

- - Igrao sveukupno u kazalištima: 3117 izvedbi

## Kazališne režije
- M. Shisgall: "Ljubaf", Teatar ITD i Komedija (1966. i 1976.)
- P. Shaffer: "Crna komedija", Komedija i Teatar u gostima (1970. i 1984.)
- N. Simon & B. Bacharack: "Obećanja, obećanja", Komedija (1971.)
- P. Nichols: "Jedan dan u smrti Joe Egg", Teatar ITD (1972.)
- H. Pinter: "Stara vremena", Teatar ITD (1973.)
- N. Simone: "Hotel Plaza", Komedija (1973.)
- A. Rivemale: "Opasna stvar", Teatar u gostima (1981.)
- I. Levin: "Klopka", Teatar u gostima (1982.)
- F. Hadžić: "Ljubav na prvi pogled", Teatar u gostima (1982.)
- D. Kovačević: "Balkanski špijun", Teatar u gostima (1983.)
- J. Mortimer & B. Cooker: "Kad mačke odu", Teatar u gostima, (1986.)
- P. Kočić: "Jazavac pred sudom", Teatar u gostima (1989.)
- M. Grgić: "Juhica", Teatar u gostima (1989.)
- M. Frayn: "Kaos u kulisama", Teatar u gostima & Komedija (1989.)
- M. Grgić: "Sarmica", Teatar u gostima (1990.)
- P. Colley: "Vraćam se prije ponoći", Teatar u gostima (1990.)
- H. Gardner: "Nisam ja Rappaport", Teatar u gostima & Jazavac, HNK Split i HNK I. pl. Zajc u Rijeci (1991.)
- N. Simon: "Zatočenik druge avenije", Teatar u gostima (1993.)
- A.R. Gurney: "Ljubavna pisma", Teatar u gostima (1994.)
- Y. Reza: "Art", Teatar u gostima (1998.)
- D. Churchill: "Whiskey za troje", Teatar u gostima (2000.)
- N. Simon: "Zlatni dečki", Teatar u gostima (2001.)
- R. Harwood: "Kvartet", Teatar u gostima (2002.)
- A. Ayckbourn: "Dame u nevolji", Teatar u gostima (2003.)

- - Ukupno 26 režija i 2858 izvedbi

## Kazališne nagrade i priznanja

### Nagrade
- Zlatna maska na Festivalu malih i eksperimentalnih scena u Sarajevu - za režiju i ulogu Harryja Berlina u predstavi "Ljubaf" (1966.)
- Nagrada Dubravko Dujšin za kazališnu umjetnost, za kazališno godište 1976. / 77. – za ideju, organiziranje i uspješno vođenje Teatra u gostima (1978.)
- Sterijina nagrada u Novom Sadu – za glumačko ostvarenje uloge Čaruga u istoimenoj predstavi I. Kušana (1977.)
- Nagrada Zlatni smijeh za glumačko ostvarenje na Danima satire u Zagrebu – za ulogu H. Gorringa u predstavi P. Shaffera "Crna komedija" (1985.)
- Nagrada Zlatni smijeh za glumačko ostvarenje na Danima satire u Zagrebu – za ulogu Nata u predstavi H. Gardnera "Nisam ja Rappaport" (1992.)
- Plaketa grada Zagreba  - u povodu 40. obljetnice umjetničkog rada (1994.)
- Nagrada Europskog pokreta Hrvatske, Europski krug - za promicanje europskih standarda u kulturi (1996.)
- Nagrada za najbolju predstavu na 6. festivalu glumca u Vinkovcima - za predstavu Y. Reze "Art" (1999.)
- Zlatna plaketa - za 40. godina aktivnosti Hrvatske zajednice samostalnih umjetnika (2000.)
- Nagrada hrvatskog glumišta za najbolje glumačko ostvarenje u radijskoj drami – za ulogu Duccija u radio drami I. Feija "Jednog kišnog dana u sjeni" (2001.)
- Plaketa Društva dramskih umjetnika Hrvatske - za izuzetan doprinos Društvu (2003.)
- Plaketa grada Zagreba - dodijeljena Teatru u gostima za 30. obljetnicu (2004.)

### Priznanja
- Orden reda Danice Hrvatske - za doprinos u kulturi RH
- Nagrada Vladimir Nazor - za životno djelo u kazalištu (1995.)

## Hrvatski i jugoslavenski filmovi
- "Kameni horizonti", r: Šime Šimatović 1953.
- "Koncert", r: Branko Belan 1954.
- " Milijuni na otoku" kao Žuti/Štakor, r: Branko Bauer 1955.
- "Opsada", r: Branko Marjanović 1956.
- "Crni biseri", r: Toma Janić 1958.
- "Vrata", r: Branko Majer 1963.
- " Ženidba g. Marcipana", r: Vatroslav Mimica 1963.
- "Čovjek od svita", r: Obrad Gluščević 1965.
- "Ključ" kao gost u hotelu, r: Krsto Papić 1965.
- "Tonkina jedina ljubav" kao lik u nijemom filmu, r: Ivan Hetrich 1965.
- "Rondo" kao Feđa, r: Zvonimir Berković 1966.
- "Mokra koža" kao inženjer Miki, r: Mario Fanelli 1966.
- "Crne ptice", r: Eduard Galić 1967.
- "Hasanaginica", r: Mića Popović 1967.
- "Pošalji čoveka u pola dva", r. Dragoljub Ivkov 1967.
- "Imam dvije mame i dva tate", r. Krešo Golik 1968.
- "Uzrok smrti ne spominjati", r. Jovan Živanović 1968.
- "Nedjelja", r. Lordan Zafranović 1969.
- "Sedmina" kao Carlo Gasparone, r. Matjaž Klopčić 1969.
- "Most", r. Hajrudin Krvavec 1969.
- " Divlji anđeli", r: Fadil Hadžić 1969.
- "Tko pjeva zlo ne misli" kao Fulir, r. Krešo Golik 1970.
- "Put u raj", r. Mario Faneli 1970.
- "Valter brani Sarajevo" kao vođa ubačene grupe, r. Hajrudin Krvavec 1972.
- "Lov na jelene", r. Fadil Hadžić 1972.
- "Kužiš stari moj" kao grof, r: Vanča Kljaković 1973.
- "Sutjeska", r: Stipe Delić 1973.
- "Pjegava djevojka", r: Mirza Idrizović 1973.
- "Deps" kao pijanac, r: Antun Vrdoljak 1974.
- "Crna lista", r: Sava Mrmak 1974.
- " Kuća" kao arhitekt, r: Bogdan Žižić 1975.
- "Posljednja utrka", r: Bogdan Žižić 1975.
- "Izbavitelj" kao izbavitelj/gradonačelnik, r: Krsto Papić 1976.
- "Izjava" kao drug Stipe, r. Mario Fanelli 1976.
- "Ne naginji se van", r. Bogdan Žižić 1977.
- " Ljubica" kao Zdenko, r. Krešo Golik 1978.
- "Praznovajne pomladi", r. France Štiglic 1978.
- " Novinar", r. Fadil Hadžić 1979.
- "Usporeno kretanje", r. Vanča Kljaković 1979.
- "Rad na odredeno vrijeme", r. Milan Jelić 1980.
- "Gospođica", r. Vojtech Jasný 1980.
- "Visoki napon" kao Jurčec, r. Veljko Bulajić 1981.
- "Gospon lovac" kao Feller, r. Božidar Violić 1981.; TV-kazališna predstava
- "Kiklop" kao Atma, r. Antun Vrdoljak 1982., ista rola i u istoimenoj seriji iz 1983.
- "Moj tata na određeno vreme", r. Milan Jelić 1983.
- "Rani snijeg u Münchenu", r. Bogdan Žižić 1984.
- "Ljubavna pisma s predumišljajem" kao primarijus,  r. Zvonimir Berković 1985.
- "Anticasanova", r. Vladimir Tadej 1985.
- "Hey babu riba", r. Jovica Ačin 1986.
- "Tako se kalio čelik", r. Želimir Žilnik 1988.
- " Vila Orhideja", r. Krešo Golik 1988.
- "Bio jednom jedan snješko", r. Stanko Crnobrnja 1988.
- "Ljeto za sjećanje", r. Bruno Gamulin 1990.
- "Čarobna tikva", r. Mate Lovrić 1991.
- "Kontesa Dora", r. Zvonimir Berković, 1994.
- "Između Zaghulula i Zahariasa", r. Hrvoje Hribar 1994.
- "Transatlantik", r. Mladen Juran, 1996.
- "Puška za uspavljivanje" kao šef policije, r. Hrvoje Hribar 1997.
- "Čudnovate zgode šegrta Hlapića" kao Crni Štakor, r. M. Blažeković 1997.
- "Kanjon opasnih igara", r. Vladimir Tadej 1998.
- "Tajna Branka Gavelle" (dokumentarni film) kao gost dokumentarca, r. Hrvoje Juvančić 2002.
- "Ispod crte", r. Petar Krelja 2003.
- "Libertas" kao španjolski konzul, r. Veljko Bulajić 2006.

## Inozemni filmovi i TV produkcija

### Britanski i američki filmovi i tv produkcije
- "Operation Cross Eagles", r. R. Conte 1964.
- "The gamblers", r. R. Winston 1966.
- "Togetherness", r. A. Marks 1970.
- "Little mother", r. J. Metzger 1973.
- "The unfaithful wife", r. R. Winston 1974.
- "Michael Kolhass", r. V. Schlöndorf 1980.
- "Memed my hawk", r.  P. Ustinov 1982.
- "Wallberg:The lost Hero", r. L. Johnson 1984.
- "The dictator:Mussolini", r. B. Graham 1985.
- "Guts and glory", r. D. Tyler1985.
- "Race for the bomb" r. J. Jelassus 1986.
- "War and remembrance", r. D.Curtis 1986.
- "Fortunes of war", r. J.c. Jones 1986.
- "Hemingway", r.J.M. Sanchez 1987.
- "The magic showman", r. S. Crnobrnja 1988.
- "Honor baund", r. J. Szware 1988.
- "Just another secret", r. L.G. Clark 1989.
- "Captain America", r. A. Pyun 1989.
- "Sleeping with fishes", r. P. Richardson 1990.
- "The Pope Must Diet", r. P. Richardson 1991.
- "Memories of midnight", r. G. Nelson 1991.
- "New York Case 16 ( 4 x 55 Tv)", r. V. Jasny 1998.

### Francuski filmovi i tv produkcije
- "Austerlitz", r. A. Gance 1952.
- "Le gout de la violance", r. R.Hossein 1962.
- "Danse sur l'arc en ciel tv 12 x 30 m", r. R.Bourgckhardt 1968.
- "Une flamme sur L' Adriatique", r. A. Astruc 1976.

### Talijanski filmovi i tv produkcije
- "Sette sfide", r. De Santis 1958.
- "La spada di Roma", r. Del Piero 1959.
- "Nel segno di Roma" r. Brignone 1961.
- "Le verdi bandiere di alah" r. Guerini 1961.
- "Il bandito della luce rossa", r.  G. Malatesta 1963.
- "Incendio di Roma", r.  G. Malatesta 1965.
- "Mademoiselle de...", r. M. Bolognini 1966.
- "Dio e con noi", r. G. Montalde 1971.
- "La corta notte delle bambole", r. A. Lado 1971.
- "Un foro nel parrabrezza", r. S. Scavolini 1983.
- "Garibaldi il generale", r. G. Magni 1987.
- "Secondo Ponzio Pilato", r. G. Magni 1989.

### Njemački, austrijski, švicarski filmovi i tv produkcije
- "Sonne uber der Adria", r. F. Antel 1956.
- "Mädchen und Manner", r. F. Cap 1957.
- "Pulverschnee nach ubersee", r. W. Stengel 1958.
- "Der Kommandant" r. R. Erler 1967.
- "Der Anwalt", r. T. Gradler 1968.
- "Werhor", r. A. May 1969.
- "Michael Kolhaas", r: V. Schlöndorf 1969.
- "Tanz auf dem Regenbogen", r. R. Bourgckhardt 1971.
- "Der Kommissar", r. W.Becer 1972.
- "Tatort", r. T. Gradler 1974.
- "Der Rechtsanwalt", r. R. Erler 1975.
- "Der Weg nach Stat K. ", r. P. Lilienthal 1977.
- "Die Frau uber Vierzig", r. D. Lemmel 1980.
- "Fraulein", r. V. Jasny 1980.
- "Alpensaga", r. D. Brener 1981.
- " Die einfalle der heiligen Klara", r. V. Jasny 1981.
- "Niemandsland", r. D. Brener 1982.
- "Hofmann und Cupovic", r. D. Lemmel 1982.
- "Der blinde Richter-Casanova", r. V,. Jasny 1982.
- "Bis Spater-Ich mus mich erchiesen", r. V. Jasny 1984.
- "The secret of black dragon", r. S. Rothemund 1984.
- "Drei und eine halbe portion", r. S. Rothemund 1984.
- "Lentz oder die Freiheit", r. D. Berner 1986.
- "Nageln mit kopfern", r. W. Wicker 1986.
- "Millionenfund", r. J.-P. Heizman 1986.
- "Der Astronaut", r. R. Bourgckhardt 1986.
- "Stocker und Stein", r. S. Bartmann 1989.
- "Die Bodshafterin", r. P. Deutsch 1993.
- "Die internazionalezone", r. M. Dor 1996.
- "Die strassen von Berlin", r. D. Berner 1996.
- "Heimkehr", r. M. Hinteregger 2001.
- "Die kleine Suzy", r. H. Lukacevic 2003.

### TV drame i serije
- Tonkina jedina ljubav
- Mokra koža
- Neuništivi
- Hokejaši (7 epizoda)
- Kanjon opasnih igara (8 epizoda)
- Dirigenti i mužikaši (7 epizoda) kao Vanja
- Inspektor Vinko (8 epizoda) kao tajnik Žmegač
- Gospođa Ministarka
- Moji dragi dobrotvori
- Punom parom (5 epizoda) kao drug Tumbas
- Pokvarena TV
- Eksperiment profesora Hinčića
- Uzbuna
- Diogeneš
- Stari album LP
- Život je lep
- Putovanje u Vučjak kao Jurica Mazur (1986.)
- Pozorište u kući
- Ptice nebeske kao menadžer
- Nježne prijevare
- Moje gošće i ja
- Nepokoreni grad
- Novogodišnji program
- Sammy
- Zdravo mladi
- U logoru
- Naši i vaši kao stric Miško (2001.)
- Sindrom Halla kao narator El Pi - Lujo Pipić (2017.)

## Filmske nagrade i priznanja
- Zlatna Arena – Festival hrvatskog filma PULA za ulogu Feđe u filmu "Rondo" Z. Berkovića 1966.
- Velika nagrada – Festival televizije Bled za najbolju mušku ulogu (Fabien) u Tv drami "Fabien" M. Pagnola 1971.
- ZLATNI EKRAN- Festival de Television Francophone, za glavnu ulogu u seriji "Danse sur l+arc en ciel", Deauville, 1972.
- L'ACCENNO D'ORO- Festival internacionale di film AVELINO, za najbolju mušku ulogu, Fulir, u filmu "Tko pjeva zlo ne misli", Italija, 1973.
- POSEBNO PRIZNANJE za 25. godišnje djelovanje u domaćoj kinematografiji FILMSKI FESTIVAL NIŠ, 1980.
- ZLATNA NAGRADA na Međunarodnom filmskom festivalu u Motovunu za 50 godina sudjelovanje u hrvatskoj kinematografiji 2003.
- NAGRADA „MASTER" za doprinos filmskoj umjetnosti, Libertas film festival, Dubrovnik, 2006.

Nagrada Zlatni dukat s likom cara Franje Josipa II., za doprinos u stvaranju hrvatskog filma, Orašje, 2008.

## Društvene djelatnosti
Bio je aktivan u mnogim domaćim i stranim kulturnim i humanitarnim organizacijama:
- 1990. – 2003. Hrvatski europski pokret
- 1990. – 1997. predstavnik Hrvatske u Svjetskoj glumačkoj federaciji ( FIA)
- 1993. – 1997. zastupnik Hrvatske socijalno-liberalne stranke (HSLS) u Saboru Republike Hrvatske.
- Od 2004. član Hrvatskog helsinškog odbora za ljudska prava.

Njegov dugotrajan doprinos razvoju interkulturnog dijaloga, raznolikosti i umjetnosti kuluminirao je imenovanjem za jednog od 52 UNESCO-ova Umjetnika za Mir (2004.), priznanje koje se odaje samo najistaknutijima i najutjecajnijim umjetnicima svijeta.

## Vanjske poveznice
- Relja Bašić u internetskoj bazi filmova IMDb-u (engl.)